# Calloporidae
Calloporidae är en familj av mossdjur. Calloporidae ingår i ordningen Cheilostomatida, klassen Gymnolaemata, fylumet mossdjur och riket djur. I familjen Calloporidae finns 254 arter. 
Familjen Calloporidae indelas i:
- Adenifera
- Alderina
- Allantocallopora
- Allantopora
- Ammatophora
- Amphiblestrum
- Aplousina
- Bidenkapia
- Bryocalyx
- Callopora
- Cauloramphus
- Clavodesia
- Concertina
- Copidozoum
- Corbulella
- Cranosina
- Crassimarginatella
- Cymulopora
- Dactylostega
- Ellisina
- Flustrellaria
- Hemiseptella
- Lamourouxia
- Leptinatella
- Marssonopora
- Megapora
- Membraniporidra
- Onychoblestrum
- Parellisina
- Pyriporoides
- Ramphonotus
- Retevirgula
- Septentriopora
- Tegella
- Valdemunitella
- Xylochotridens